# Microhyla mukhlesuri
Microhyla mukhlesuri ist ein Froschlurch aus der Gattung Microhyla in der Unterfamilie Echte Engmaulfrösche (Microhylinae) der Familie Engmaulfrösche (Microhylinidae). Er wurde erst 2014 beschrieben und ist vom nordostindischen Bundesstaat Mizoram über den Distrikt Chittagong im äußersten Südosten von Bangladesch und Myanmar bis nach Malaysia verbreitet.

## Beschreibung
Microhyla mukhlesuri ist ein kleiner Frosch mit einem schlanken und etwas langgestreckten Körper und einer Kopf-Rumpf-Länge von 16,5 bis 21 Millimeter bei männlichen und 17,3 bis 18,4 Millimeter bei weiblichen Fröschen. In Ethanol konservierte Exemplare sind am Rücken dunkelgrau bis bräunlich gefärbt, die Seiten sind heller grau und die Bauchseite von weißlicher Farbe. Für die Art ist eine dunkle X-förmige Zeichnung auf dem Rücken und eine schwarze Zeichnung in Form eines kopfstehenden Buchstaben U über dem Anus charakteristisch. Kopflänge und Kopfbreite stehen zueinander etwa im Verhältnis acht zu sieben. Die Nasenlöcher befinden sich näher an der Schnauzenspitze als an den Augen. Die Zunge ist schmal und elliptisch, das Trommelfell nicht sichtbar. Der Augenabstand ist größer als der Abstand der Nasenlöcher und die Breite der Augenlider. Die Finger sind schlank und ohne verbreiterte Spitzen, zwischen ihnen befinden sich deutlich sichtbare Ansätze von Schwimmhäuten. Die Fingerformel ist 1 < 4 < 2 < 3 und die Zehenformel 1 < 2 < 5 < 3 < 4. Der Quotient aus Länge der Tibia und Kopf-Rumpf-Länge ist 0,54. Die Hinterbeine sind kräftig und haben etwa das 1,6-fache der Kopf-Rumpf-Länge.
Microhyla mukhlesuri ähnelt stark den Arten Microhyla fissipes und Microhyla mymensinghensis. Im Vergleich mit diesen Arten nimmt sie bezüglich der Kopf-Rumpf-Länge, dem Quotienten aus Länge der Tibia und Kopf-Rumpf-Länge sowie Länge der Hinterbeine und Kopf-Rumpf-Länge eine mittlere Position ein. Von Microhyla berdmorei unterscheidet sie sich durch die nur rudimentären Schwimmhäute, und von Microhyla ornata durch den Sporn am äußeren Metatarsus.

## Verbreitung
Der Typenfundort liegt in der Upazila Raozan (22° 35′ 0″ N, 91° 55′ 0″ O) im Distrikt Chittagong der Division Chittagong, im äußersten Südosten von Bangladesch, auf einer Höhe von etwa neun Meter über dem Meeresspiegel. Der Typenfundort ist eine Wiese in der Nähe eines Teichs, mit feuchtem und lockerem Boden. Dort lebt die Art sympatrisch mit nicht näher bestimmten Fröschen der Gattung Fejervarya.
Das Verbreitungsgebiet umfasst neben dem Südosten von Bangladesch und dem angrenzenden indischen Bundesstaat Mizoram den Süden der chinesischen Provinz Yunnan, Thailand, Laos und Vietnam, Myanmar, Malaysia und Kambodscha und somit fast ganz Südostasien.

## Lebensweise
Microhyla mukhlesuri ernährt sich wahrscheinlich von einer Vielzahl von Insekten. Im Zoologischen Forschungsmuseum Alexander Koenig in Bonn wurde die Reproduktion von Microhyla mukhlesuri untersucht. Damit sollten auch Erkenntnisse gewonnen werden, die in der Erhaltungszucht anderer Arten der Gattung von Nutzen sein können. Die Larvenentwicklung war mit der vollständigen Metamorphose und der Ausfärbung der jungen Frösche 37 bis 98 Tage nach dem Schlüpfen abgeschlossen, die meisten Tiere benötigten vom Schlupf bis zur Metamorphose 73 bis 80 Tage.

## Gefährdung und Schutz
Die Weltnaturschutzunion IUCN nahm Microhyla mukhlesuri im Jahr 2015 in ihre Rote Liste der Fauna von Bangladesch auf, verzichtete aber wegen der unzureichenden Informationen auf eine Einstufung (Kategorie DD - Data Deficient). Zum Zeitpunkt der Aufnahme in die Rote Liste wurde Microhyla mukhlesuri noch als möglicher Endemit Bangladeschs gesehen, die tatsächliche Größe des Verbreitungsgebiets wurde erst später bekannt. Inzwischen wird die Art von der IUCN als nicht gefährdet eingestuft und der Populationstrend als stabil. Mögliche Bedrohungen bestehen in Laos durch den Verzehr der Art und den Lebensraumverlust aufgrund fortschreitender Urbanisierung. Microhyla mukhlesuri kommt in mehreren Naturschutzgebieten vor. Ein Beispiel ist der Windsor-Naturpark in Singapur.

## Systematik
Microhyla mukhlesuri ist eine von mehr als vierzig Arten der Gattung Microhyla, die über weite Teile Asiens von den Ryūkyū-Inseln im Norden über China bis Indien und Sri Lanka im Südwesten und Indonesien im Südosten verbreitet sind. Microhyla und sechs weitere Gattungen bilden die Unterfamilie der Eigentlichen Engmaulfrösche (Microhylinae), die wiederum mit etwa zwölf weiteren Unterfamilien der Familie Engmaulfrösche (Microhylidae) angehört. Zu den Engmaulfröschen gehören mehr als 650 Arten.

### Erstbeschreibung
Im 25. Band der Encyclopedia of Flora and Fauna of Bangladesh wurden 2009 für die Gattung Microhyla nur die drei Arten Microhyla ornata, Microhyla berdmorei und Microhyla rubra angegeben. Die 2012 veröffentlichte molekulargenetische Untersuchung von Froschlurchen Bangladeschs durch eine Gruppe von Biologen um den Herpetologen Mahmudul Hasan von der Universität Hiroshima führte zu der Erkenntnis, dass neben diesen drei Arten drei kryptische Arten existieren, von denen zwei in die Verwandtschaft der südostasiatischen Arten um Microhyla fissipes, Microhyla heymonsi und Microhyla okinavensis gehören. Die provisorisch Microhyla cf. ornata (Chittagong, Bangladesh) oder Chittagong haplogroup genannte Gruppe ist ein Schwestertaxon von Microhyla fissipes und unterscheidet sich morphologisch von dieser und allen anderen Arten der Gattung. Ihre Erstbeschreibung als Microhyla mukhlesuri erfolgte 2014 durch fünf Mitglieder der Gruppe, darunter Hasan.
Der Holotyp ist ein im November 2009 am Typenfundort gefangenes adultes Weibchen von 17,9 Millimeter Kopf-Rumpf-Länge, das sich mit fünf männlichen und fünf weiblichen Paratypen vom selben Fundort in der Sammlung des Institute for Amphibian Biology der Universität Hiroshima befindet. Der Artname mukhlesuri ehrt den bangladeschischen Professor Md. Mukhlesur Rahman Khan vom Institut für Fischereibiologie und -genetik der Bangladesh Agricultural University für seine Beiträge zur Amphibienforschung und für die Einrichtung der Zusammenarbeit mit der Universität Hiroshima.